# She's a Bitch
She's a Bitch è un singolo della cantante e rapper statunitense Missy "Misdemeanor" Elliott, pubblicato nel 1999 come primo estratto dall'album Da Real World.

## Tracce
- CD (Promo USA)

1. She's a Bitch (Radio Edit) – 3:27
2. She's a Bitch (Clean Version) – 3:27
3. Audio Bio – 1:25

## Video
Il videoclip della canzone è stato diretto da Hype Williams.